# Katedra w Helsinkach
Katedra w Helsinkach (fiń. Helsingin tuomiokirkko) – zaprojektowana przez Carla Ludwiga Engela, znajduje się na placu Senackim. Jest jednym z najlepiej rozpoznawanych obiektów w Helsinkach. Co roku kościół odwiedza ponad 350 000 ludzi. Część z nich to wierni regularnie uczęszczający do tego kościoła, jednak większość stanowią turyści.
Katedra jest zbudowana w stylu klasycystycznym, a jej fundamenty narysowane są na stały kształt greckiego krzyża. Sklepienie jakie się tu znajduje, jest typu gwiaździstego nad korytarzem głównym i w kształcie kulistym pod kopułami.
Katedra była budowana w latach 1820–1850. Pierwszy projekt Engel sporządził już w 1819 roku i przez kolejne 10 lat ulepszał go. Kościół był finansowany przez cara Rosji Mikołaja I (ok. 2,6 milionów rubli).
Engel nie doczekał ukończenia katedry, a po jego śmierci (1840 r.) nadzór nad budową przejął jego pomocnik Ernst Lohrmann. Wtedy to na zewnątrz kościół uległ zmianie. Przyczyną przebudowy okazała się obawa, że konstrukcja nie utrzyma dachu, dobudowano więc 4 mniejsze boczne kopuły. Wzorowano się tutaj na katedrze św. Izaaka w Petersburgu. Lohrmann wzniósł także dwie oddzielnie stojące dzwonnice i cynkowe posągi dwunastu apostołów u szczytów i po bokach dachu.
Kościół regularnie jest używany zarówno jako miejsce modlitwy, ale również do specjalnych wydarzeń takich, jak śluby czy organizacja różnego typu koncertów.
W 1980 roku dwóch architektów Vilhelm Helander i Juha Leiviskä odnowili kryptę kościelną.
Oficjalnie budowę kościoła zakończono dopiero w 1952 roku.
Do czasu odzyskania przez Finlandię niepodległości w 1917 roku katedra nosiła nazwę Nikolainkirkko (kościół św. Mikołaja-od imienia cara Rosji), a następnie zmieniono ją na Suurkirkko(wielka/duża katedra). Gdy w 1959 roku na placu Senackim wybuchł pożar, katedra stanęła w płomieniach, jednak dzięki grubym murom większość pamiątek nie uległa zniszczeniu.
Schody prowadzące do wejścia są ulubionym miejscem spotkań i hucznych obchodów Nowego Roku. W krypcie mieści się kawiarnia.